# L'Autre Monde (film, 2001)
Pour les articles homonymes, voir Autre monde.
Pour plus de détails, voir Fiche technique et Distribution.
L'Autre Monde est un film algérien réalisé par Merzak Allouache, sorti en 2001.

## Synopsis
Une femme franco-algérienne recherche son fiancé en Algérie.

## Fiche technique
- Titre : L'Autre Monde
- Réalisation : Merzak Allouache
- Scénario : Merzak Allouache
- Musique : Gnawa Diffusion
- Photographie : François Kuhnel et Georges Lechaptois
- Montage : Sylvie Gadmer
- Société de production : Arte France Cinéma, Baya Films, Canal+ Horizons, Lancelot Films et We Aime El Djazaïr
- Pays :  Algérie et  France
- Genre : drame et guerre
- Durée : 95 minutes
- Dates de sortie : 
  - France : 7 novembre 2001

## Distribution
- Marie Brahimi : Yasmine
- Karim Bouaiche : Hakim
- Nâzim Boudjenah : Rachid
- Michèle Moretti : Aldjia
- Abdelkrim Bahloul : L'officier
- Boualem Bennani : Omar
- Jeanne Antebi
- Louiza Habani
- Faouzi Saichi

## Accueil
Jacques Mandelbaum pour Le Monde évoque un « film réalisé à la débrouillardise et à l'énergie, [qui] manifeste la vision d'un cinéaste révulsé par le cauchemar qui s'est emparé de son pays ».